# 榎本隆充
榎本 隆充（えのもと たかみつ、1935年〈昭和10年〉2月6日 - ）は、東京都出身の研究者。
幕末、明治の幕臣、政治家の榎本武揚の曾孫。

## 経歴
1935年に子爵・榎本武英の子として東京都で生まれる。1941年に父・武英より子爵の爵位を継承する。
1989年に梁川会会長に就任。2001年にはかつて曽祖父の武揚が創設に関係している、東京農業大学の客員教授に就任。2007年には武揚らが乗船した、開陽丸子孫の会会長に就任。2008年に武蔵野大学の特別講師に就任。また、株式会社榎本光学研究所の代表取締役も務めている。
現在は地方自治体や大学、歴史研究会の講師として活動。曽祖父の武揚に関する講演なども行っている。

## 著書
- 「近代日本の万能人『榎本武揚』」(藤原書店）編著
- 「榎本武揚未公開書簡集」
- 「北海道不思議辞典」
- 「榎本武揚の妻多津」（新人物往来社）

など